# دين روبنسون (مدرب رياضي)
دين روبنسون (بالإنجليزية: Dean Robinson)‏ هو مدرب رياضي أسترالي، ولد في 20 أغسطس 1968.